# 格利泽849b
格利泽849b是一颗位于宝瓶座、距离地球约29光年的系外行星。2006年8月，布其诺对外公布他使用视向速度法发现了该行星，这曾是被发现的环绕红矮星运行的类木行星中轨道周期最长的行星，轨道周期为1890地球日。在它之前发现的环绕红矮星运行的轨道周期最长的类木行星是格利泽876b。此外，在拉兰德21185周围还存在着两颗未经证明的周期更长的行星。有迹象表明在格利泽849系统中可能还存在着第二颗伴星。格利泽849b的质量下限为0.82MJ，其轨道距离中央恒星2.35天文单位。